# Observatoire de Stockholm
L'observatoire de Stockholm (en suédois: Stockholms observatorium) est un institut de recherche astronomique à Stockholm (Suède), fondé au XVIIIe siècle, et faisant partie aujourd'hui de l'université de Stockholm. 
Deux observatoires historiques sont entretenus dans la région de Stockholm. Le premier observatoire est établi par l'Académie royale des sciences de Suède sur l'initiative de son secrétaire Per Elvius et le financement de Claes Grill. La construction, dirigée par l'architecte Carl Hårleman, débute en 1748 et le bâtiment est terminé en 1753. Le premier directeur en est Pehr Wilhelm Wargentin, puis, entre autres, Hugo Gyldén et Bertil Lindblad l'ont dirigé. Cet observatoire est devenu un musée.
Bertil Lindblad est responsable du déplacement de ce premier observatoire à Saltsjöbaden en dehors de Stockholm. L'architecte en est Axel Anderberg (en), le déménagement s'achève en 1931. Toutefois les observations plus récentes sont effectués presque exclusivement en dehors de Suède, dans des observatoires plus proches de l'équateur

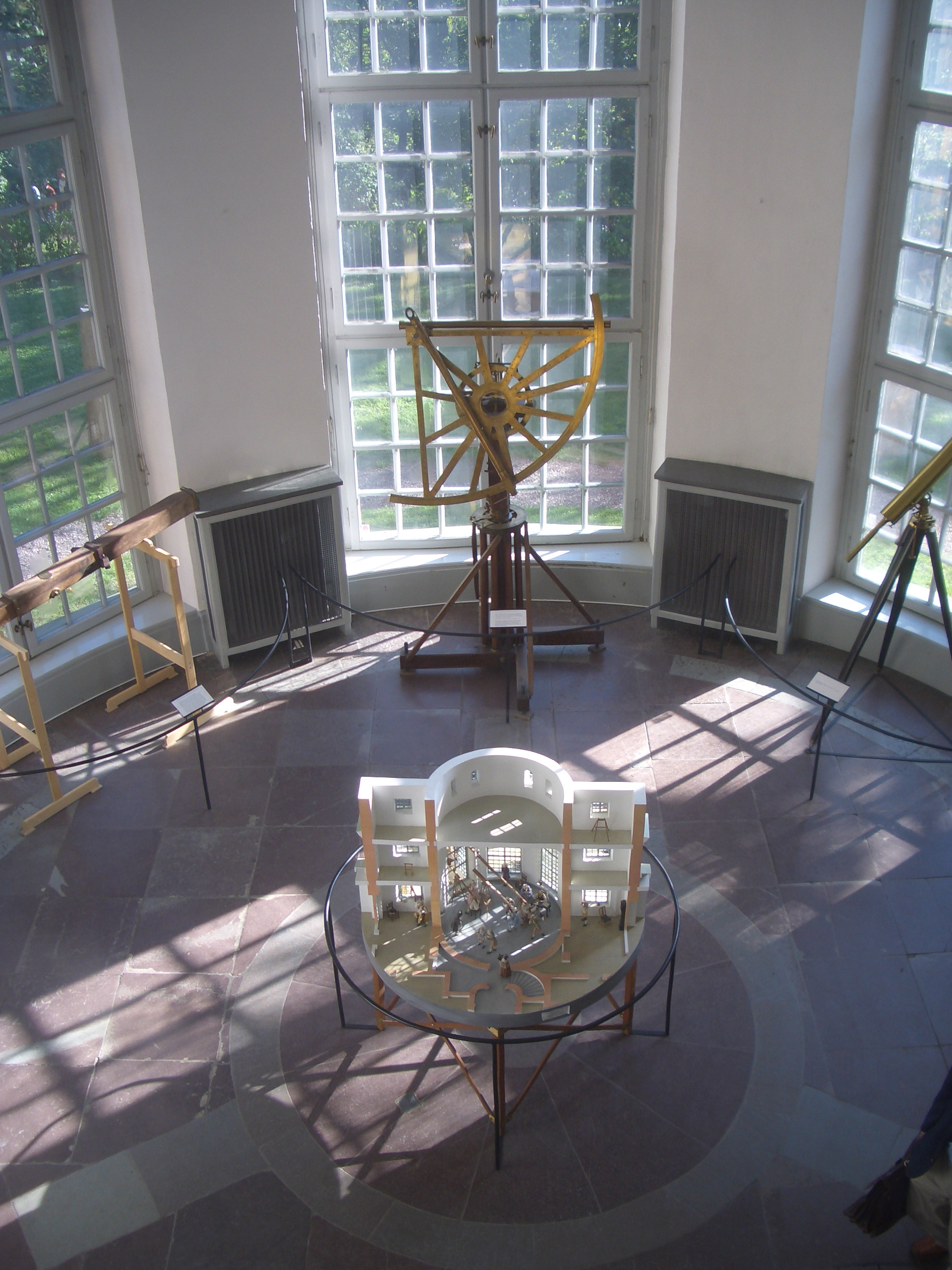
L'ancienne salle d'observation avant que le dôme soit construit au XIXe siècle.

L'institut a été transféré de l'Académie des sciences à l'université de Stockholm en 1973 et est situé actuellement dans les faubourgs de Stockholm.
Dans sa jeunesse Hjalmar Branting, trois fois premier ministre de suède, a été employé comme assistant à l'observatoire, de 1879 à 1880 et de 1882 à 1883.